# Miko Khatchatryan
Miko Khatchatryan est un boxeur professionnel belge d'origine arménienne né le 27 août 1995 à Erevan.

## Carrière
Il commence sa carrière de boxeur amateur en avril 2009 et effectue 72 combats dans le monde entier.
De 2011 à 2016, il devient six fois champion de Belgique dans la catégorie des poids légers. Il a participé à 3 championnats d'Europe A.I.B.A. (Association International de Boxe Amateur)  avec l'équipe Olympique Belge en catégorie  youth (U19) à Rotterdam en  2013, en Senior à Sofia en 2014 et à Samokov en 2015. En 2014, il est élu espoir sportif Liégeois.
Il n'a malheureusement pas pu participer aux qualifications des Jeux Olympiques à cause d'une blessure au genou (luxation rotule) survenue en plein combat en octobre 2014 au tournoi international de Finlande
Devenu professionnel en mai 2017, il remporte ses 10 premiers combats dont 5 par knockout
Le 5 décembre 2020, il remporte son 11e combat pour le titre de champion de Belgique des poids léger, dans une soirée à huis clos à la suite des mesures prises contre le Covid.
En 2020 il obtient le gant de bronze lors de la cérémonie des gants d'or, ce prix est une récompense pour le meilleur espoir belge de boxe chez les professionnels  
Le 17 juillet 2021, il remporte le titre de champion international IBO face au ghanéen Michael Pappoé (26-7-0) par ko à la 3e reprise.

## Vie personnelle
Miko Khatchatryan arrive en Belgique en 2004. En 2006, il débute la boxe dans la salle d'Albert Syben à Droixhe (Liège). À son passage chez les professionnels, il rejoint l'équipe de 12 rounds promotion d'Alain Vanackère où il concilie toujours les études et le sport.
Il obtient en 2019 un diplôme de bachelier en coaching sportif avec distinction de la haute école de la province de Liège ainsi que la Haute École Charlemagne.
En 2020, il exerce en tant que coach sportif privé et continue sa carrière de boxeur professionnel.